# Iuri Naghibin
Iuri Markovici Naghibin (în rusă Ю́рий Ма́ркович Наги́бин; n. 3 aprilie 1920, Moscova, Gubernia Moscova⁠(d), RSFS Rusă – d. 17 iunie 1994, Moscova, Rusia) a fost un prozator, romancier și scenarist rus sovietic.

## Biografie
Iuri Naghibin s-a născut la Moscova în 1920. Mama lui, Ksenia Naghibina, era însărcinată cu el, atunci când tatăl lui, Kirill Naghibin, un nobil rus, a fost executat sub acuzația că ar fi contrarevoluționar. Iuri a fost crescut de tatăl său vitreg, evreul Mark Leventhal, care a fost, de asemenea, arestat mai târziu și trimis în exil intern în Republica Komi din nordul Rusiei în 1927. Naghibin nu știa cine era tatăl său real, așa că a presupus că era parțial evreu (mama lui Iuri era de etnie rusă). El a aflat ulterior că ambii părinți erau de fapt ruși, dar s-a asociat în mod conștient poporului evreu și a condamnat antisemitismul, ca urmare a faptului că a suferit multe incidente antisemite în primii ani ai vieții.
În 1938 a fost admis la Universitatea de Medicină din Moscova, dar a renunțat la studiile medicale pentru a urma cursuri la Institutul Unional de Cinematografie (VGIK). A scris prima sa povestire în 1940 și a devenit în scurt timp membru al Uniunii Scriitorilor Sovietici. Educația sa a fost întreruptă după declanșarea celui de-Al Doilea Război Mondial. În 1942 a fost încorporat în Armata Roșie pe post de comisar politic. „Cunoașterea limbii germane mi-a determinat specialitatea militară. Am fost repartizat în departamentul 7 al Direcției politice a Armatei Sovietice - ceea ce însemna contrapropagandă. Am servit ca instructor politic și contrapropagandist, având un grad echivalat cu cel de locotenent. Mai întâi pe Frontul din Volhov și pe Frontul din Leningrad, apoi am fost trimis pe Frontul din Voronej”. După ce a fost rănit grav și a fost internat o perioadă în spital s-a întors pe front pe post de corespondent de război. În 1943 a publicat primul său volum de povestiri.
Nagibhin a fost unul dintre cei mai prolifici scriitori sovietici de scenarii, dar el a scris, de asemenea, mai multe nuvele și romane, precum și multe povestiri și articole de ziar. Printre subiectele pe care le-a explorat s-au numărat Marele Război pentru Apărarea Patriei, viața oamenilor simpli după război, amintirile din copilărie, viața rurală, chestiunile ecologice și istoria Rusiei. Scenariile sale, care aveau adesea o orientare ideologică comunistă, erau adaptări ale scrierilor sale (unele inspirate din viețile unor compozitori ruși precum Ceaikovski și Rahmaninov) sau povești petrecute în Rusia contemporană. Naghibin a călătorit mult atât în interiorul, cât și în afara URSS, ceea ce i-a influențat și scrierile. El este cunoscut pentru romanul Cortul roșu, care prezintă povestea expediției lui Umberto Nobile la Polul Nord. Romanul a fost adaptat ulterior de el în filmul cu același nume din 1969 (scenariul a fost rescris masiv în cursul procesului de filmare). Naghibin a fost coscenarist al filmului sovieto-japonez Vânătorul din taiga (1975), regizat de Akira Kurosawa, care a obținut premiul Oscar pentru cel mai bun film străin în 1976.
În octombrie 1993 a semnat Scrisoarea celor patruzeci și doi de intelectuali ruși împotriva încercării de lovitură de stat din Rusia.
Naghibin a fost căsătorit de șase ori, dar nu a avut copii. Printre soțiile sale s-au numărat Valentina Lihaciova - fiica lui Ivan Lihaciov, directorul fabricii de automobile ZiL - și apreciata poetă sovietică Bella Ahmadulina. Ultima sa soție, Alla Naghibina, a afirmat: „Ne-am întâlnit la o petrecere. El era căsătorit, iar eu la fel... Nu am fost primită bine la Moscova. Nimeni nu putea fi lângă el după Bella. Bella era incredibil de talentată și de frumoasă, era o personalitate a acelei vremi. Naghibin, de asemenea, nu era un băiat obișnuit. Era bogat ca Cresus și frumos ca Alain Delon”. Cu toate acestea, ei au trăit împreună timp de 25 de ani, până la moartea lui Naghibin.
Iuri Naghibin murit la Moscova la 17 iunie 1994 și a fost înmormântat în Cimitirul Novodevici.

## Scenarii
- Guests from Kuban (1955)
- The Night Guest (1958)
- Hard Happiness (1958)
- 1959 În zgomotul roților (Под стук колёс), regia Mihail Erșov
- Unpaid Debt (1959)
- The Komarov Brothers (1961)
- The Slowest Train (1963)
- The Girl and the Echo (1964)
- The Chairman (1964)
- Clean Ponds (1965)
- Chase (1965)
- The Kingdom of Women  (1967)
- 1969 Cortul roșu (Красная палатка), regia Mihail Kalatozov (scenariul original)
- Wait for Me, Anna (1969)
- Blue Ice (1969)
- Director (1969)
- 1969 Ceaikovski, regia Igor Talankin
- 1975 Vânătorul din taiga (împreună cu Akira Kurosawa), regia Akira Kurosawa[14]
- The Ivanov Family (1975)
- Jaroslaw Dabrowski (1975)
- The Beginning of the Legend (1976)
- Late Meeting (1978)
- 1981 Portretul soției pictorului (Портрет жены художника), regia Aleksandr Pankratov (povestea)
- Rest Time from Saturday Until Monday (1984) (povestea)
- Kalman's Mystery (1984)
- Bambi's Childhood (1985)
- Bambi's Youth (1986)
- Above All Else (1987)
- Gardemarines ahead! (1988)
- Viva gardemarines! (1991)
- Naval Cadets III (1992)
- Il quarto re (1997) (scenariul original)

## Legături externe
- Naghibin la SovLit.net
- Iuri Naghibin la Internet Movie Database